# Nati nel 1965/Maggio
| Questa pagina contiene informazioni ricavate automaticamente dalle voci biografiche con l'ausilio del template Bio e di un bot. L'aggiornamento è periodico e automatico e ricostruisce completamente la pagina. Se manca una persona in questa lista, sei pregato di non aggiungerla, ma accertati piuttosto che la sua voce biografica contenga il template Bio e che i dati anagrafici siano correttamente compilati. Se il template Bio manca, inseriscilo tu stesso o, in alternativa, metti l'avviso {{tmp\|Bio}} che ne segnala la mancanza. Se i dati riportati sono sbagliati, correggi direttamente la voce biografica; le modifiche saranno visibili in questa lista entro pochi giorni. Per chiarimenti vedi il progetto biografie. La lista contiene solo le 301 persone che sono citate nell'enciclopedia e per le quali è stato implementato correttamente il template Bio. Pagina aggiornata al 18 ago 2025. |

- 1º maggio - Maria Amato, attrice italiana
- 1º maggio - Bernard Barnjak, ex calciatore bosniaco
- 1º maggio - Gunnar Beck, avvocato e politico tedesco
- 1º maggio - Margarita Cedeño, politica e avvocato dominicana
- 1º maggio - Marian Damaschin, ex calciatore rumeno
- 1º maggio - Debi Diamond, ex attrice pornografica e regista statunitense
- 1º maggio - Élisabeth Filhol, scrittrice francese
- 1º maggio - Seija Leino, ex cestista finlandese
- 1º maggio - Marco Marcello Lupoi, editore italiano
- 1º maggio - Tiririca, umorista, cantante e politico brasiliano
- 1º maggio - Pascal de Wilde, ex calciatore belga
- 2 maggio - Nicola Ayroldi, ex arbitro di calcio italiano
- 2 maggio - Sisiku Julius Ayuk Tabe, politico camerunese
- 2 maggio - Amanda Brown, ex tennista britannica
- 2 maggio - Dmytro Firtaš, imprenditore ucraino
- 2 maggio - Róbert Isaszegi, ex pugile ungherese
- 2 maggio - Gennadij Prigoda, ex nuotatore sovietico
- 2 maggio - Antonella Sciarrone Alibrandi, giurista italiana
- 3 maggio - Ignazio Afram II Karim, siriano
- 3 maggio - Patrick Baur, ex tennista tedesco
- 3 maggio - Sabrina Belleval, modella francese
- 3 maggio - Rob Brydon, attore britannico
- 3 maggio - Mark Cousins, regista irlandese
- 3 maggio - Agneta Eriksson, ex nuotatrice svedese
- 3 maggio - Fran Escribá, allenatore di calcio, dirigente sportivo e ex calciatore spagnolo
- 3 maggio - Nina Garcia, giornalista colombiana
- 3 maggio - John Jensen, allenatore di calcio e ex calciatore danese
- 3 maggio - Eva Kalužáková, ex cestista cecoslovacca
- 3 maggio - Nicky Marker, ex calciatore inglese
- 3 maggio - Michael Marshall Smith, scrittore e autore di fantascienza britannico
- 3 maggio - Erik McMillan, ex giocatore di football americano statunitense
- 3 maggio - Michail Prochorov, imprenditore e politico russo
- 3 maggio - Sorin Vlaicu, ex calciatore rumeno
- 3 maggio - Tony Wegas, cantante austriaco
- 3 maggio - Ebine Yamaji, fumettista giapponese
- 4 maggio - Stefania Barca, attrice italiana
- 4 maggio - Mario Esteban Bergara, politico e economista uruguaiano
- 4 maggio - Adrie Bogers, allenatore di calcio e ex calciatore olandese
- 4 maggio - Carlo Cornacchia, allenatore di calcio, dirigente sportivo e ex calciatore italiano
- 5 maggio - Nathalie Colin-Oesterlé, politica francese
- 5 maggio - Leonel Cárcamo, allenatore di calcio e ex calciatore salvadoregno
- 5 maggio - Heike Faber, attrice e musicista tedesca
- 5 maggio - Fei Junlong, astronauta cinese
- 5 maggio - Orlando Graham, ex cestista statunitense
- 5 maggio - Jean-Pierre Heynderickx, dirigente sportivo e ex ciclista su strada belga
- 5 maggio - Mark Keller, attore e cantante tedesco
- 5 maggio - Jolanda Kindle, ex sciatrice alpina liechtensteinese
- 5 maggio - Leslie Law, cavaliere britannico
- 5 maggio - Lee Moon-young, ex calciatore sudcoreano
- 5 maggio - Francisco Villarroel, avvocato, scrittore e produttore cinematografico venezuelano
- 5 maggio - Oleh Zozulja, allenatore di calcio a 5 e ex giocatore di calcio a 5 ucraino
- 6 maggio - Marco Affronte, politico italiano
- 6 maggio - An Ik-soo, ex calciatore sudcoreano
- 6 maggio - Sergio Bonilla, ex giocatore di calcio a 5 spagnolo
- 6 maggio - Stephen Gaghan, sceneggiatore e regista statunitense
- 6 maggio - Ken Harvey, ex giocatore di football americano statunitense
- 6 maggio - Adolf Hirner, saltatore con gli sci austriaco
- 6 maggio - Leslie Hope, attrice canadese
- 6 maggio - Alison Jiear, cabarettista, cantante e attrice teatrale australiana
- 6 maggio - Juan Carlos Lemus, ex pugile cubano
- 6 maggio - Wiesław Lipka, ex giocatore di calcio a 5 polacco
- 6 maggio - Marijan Mrmić, preparatore atletico e ex calciatore croato
- 6 maggio - Paolo Perugi, calciatore italiano († 2009)
- 6 maggio - Paola Protopapa, canottiera e velista italiana
- 6 maggio - Nathalie Stutzmann, contralto e direttrice d'orchestra francese
- 6 maggio - Deatrich Wise, ex giocatore di football americano statunitense
- 7 maggio - Mario Alberti, fumettista italiano
- 7 maggio - Henrik Andersen, ex calciatore danese
- 7 maggio - Eric Eichmann, ex calciatore e giocatore di calcio a 5 statunitense
- 7 maggio - Owen Hart, wrestler canadese († 1999)
- 7 maggio - Huang Zhihong, ex pesista cinese
- 7 maggio - Eqerem Memushi, allenatore di calcio e ex calciatore albanese
- 7 maggio - Jörg Neun, ex calciatore tedesco
- 7 maggio - Pascal Plovie, ex calciatore belga
- 7 maggio - Norman Whiteside, ex calciatore nordirlandese
- 8 maggio - Pétur Arnþórsson, ex calciatore islandese
- 8 maggio - Hans Engelsen Eide, ex sciatore freestyle norvegese
- 8 maggio - Josef Erlacher, ex sciatore alpino italiano
- 8 maggio - Thierry Escaich, organista e compositore francese
- 8 maggio - Michelle Finn-Burrell, ex velocista statunitense
- 8 maggio - Mario Frick, politico liechtensteinese
- 8 maggio - Keiji Inafune, autore di videogiochi giapponese
- 8 maggio - Mario Mantovan, ex ciclista su strada italiano
- 8 maggio - Zoran Martič, allenatore di pallacanestro sloveno
- 8 maggio - Fabio Meraldi, scialpinista, alpinista e fondista di corsa in montagna italiano
- 8 maggio - Momoko Sakura, fumettista giapponese († 2018)
- 9 maggio - Sandra Corveloni, attrice brasiliana
- 9 maggio - Charley Drayton, batterista, polistrumentista e compositore statunitense
- 9 maggio - Marcus Kretzer, pianista e pedagogo tedesco
- 9 maggio - Marc Logan, ex giocatore di football americano statunitense
- 9 maggio - Pier Francesco Maestrini, regista italiano
- 9 maggio - Stefano Mancuso, neuroscienziato e saggista italiano
- 9 maggio - Michele Miglionico, stilista italiano
- 9 maggio - Lothar Sippel, allenatore di calcio e ex calciatore tedesco
- 9 maggio - Furio Steffè, allenatore di pallacanestro italiano
- 9 maggio - Steve Yzerman, dirigente sportivo e ex hockeista su ghiaccio canadese
- 10 maggio - Linda Evangelista, supermodella canadese
- 10 maggio - Greg Fasala, ex nuotatore australiano
- 10 maggio - DJ Giuseppe, conduttore radiofonico e disc jockey italiano
- 10 maggio - Etsuko Handa, allenatrice di calcio e ex calciatrice giapponese
- 10 maggio - Juan Francisco Rodríguez Herrera, allenatore di calcio e ex calciatore spagnolo
- 10 maggio - Michael Regener, cantante e chitarrista tedesco
- 10 maggio - Muharrem Sahiti, dirigente sportivo, allenatore di calcio e ex calciatore kosovaro
- 10 maggio - Rony Seikaly, ex cestista libanese
- 10 maggio - Mauro Suma, giornalista e telecronista sportivo italiano
- 10 maggio - Kiyoyuki Yanada, doppiatore giapponese († 2022)
- 11 maggio - Stefano Domenicali, dirigente d'azienda italiano
- 11 maggio - Greg Dulli, cantante, chitarrista e compositore statunitense
- 11 maggio - Jeremy Goss, ex calciatore gallese
- 11 maggio - Estelle Lefébure, attrice e ex modella francese
- 11 maggio - Marguerite MacIntyre, attrice e sceneggiatrice statunitense
- 11 maggio - Carlo Maccari, politico italiano
- 11 maggio - Luca Prina, allenatore di calcio, dirigente sportivo e ex calciatore italiano
- 11 maggio - Mike Sifringer, chitarrista tedesco
- 11 maggio - Kerstin Skagius, ex cestista svedese
- 11 maggio - Sally Buzbee, giornalista statunitense
- 11 maggio - Davide Van De Sfroos, cantautore, chitarrista e scrittore italiano
- 12 maggio - Kalin Bankov, ex calciatore bulgaro
- 12 maggio - Youssef Haraoui, ex calciatore algerino
- 12 maggio - Pános Kamménos, politico e economista greco
- 12 maggio - Cristina López Barrio, scrittrice e avvocata spagnola
- 12 maggio - Vladimír Podzimek, saltatore con gli sci cecoslovacco († 1994)
- 12 maggio - Gretchen Polhemus, modella statunitense
- 12 maggio - Renée Simonsen, ex modella e attrice danese
- 12 maggio - Carolina Tohá, politica cilena
- 13 maggio - John Anderson, giornalista statunitense
- 13 maggio - Fabio Calcaterra, allenatore di calcio, dirigente sportivo e ex calciatore italiano
- 13 maggio - Yannick Le Saux, ex calciatore francese
- 13 maggio - Predrag Spasić, ex calciatore serbo
- 13 maggio - François Touvet, vescovo cattolico francese
- 13 maggio - Chris Washburn, ex cestista statunitense
- 13 maggio - Lari White, cantautrice, produttrice discografica e attrice statunitense († 2018)
- 14 maggio - Jan Berg, ex calciatore norvegese
- 14 maggio - Eoin Colfer, scrittore irlandese
- 14 maggio - Arturo García Yale, ex calciatore boliviano
- 14 maggio - Curtis Harnett, ex pistard canadese
- 14 maggio - Giuseppe Montalto, poliziotto italiano († 1995)
- 14 maggio - Erik Paulsen, politico statunitense
- 14 maggio - Paulos Savva, ex calciatore e allenatore di calcio cipriota
- 15 maggio - Gurutze Beitia, attrice, sceneggiatrice e comica spagnola
- 15 maggio - Aleh Belakoneŭ, generale bielorusso
- 15 maggio - Sergio Galeazzi, allenatore di calcio e ex calciatore italiano
- 15 maggio - Irina Kirillova, allenatrice di pallavolo e ex pallavolista russa
- 15 maggio - Tetsuya Okabe, ex sciatore alpino giapponese
- 15 maggio - Chad Oman, produttore cinematografico statunitense
- 15 maggio - Raí, dirigente sportivo e ex calciatore brasiliano
- 15 maggio - Martin Sonneborn, politico e giornalista tedesco
- 16 maggio - Birgitta Bengtsson, velista svedese
- 16 maggio - Stefano Ciucci, allenatore di calcio e ex calciatore italiano
- 16 maggio - Rodica Dunca, ex ginnasta rumena
- 16 maggio - Massimo Faraò, pianista italiano
- 16 maggio - Thomas Gill, ex calciatore norvegese
- 16 maggio - Krist Novoselic, bassista statunitense
- 16 maggio - Vincent Regan, attore gallese
- 16 maggio - Gerardo Reinoso, ex calciatore argentino
- 16 maggio - Jason, disegnatore e sceneggiatore norvegese
- 16 maggio - Eldo Yoshimizu, artista, scultore e fumettista giapponese
- 17 maggio - Massimo Crippa, dirigente sportivo e ex calciatore italiano
- 17 maggio - Lino D'Angiò, attore, comico e imitatore italiano
- 17 maggio - Corrado Guzzanti, autore televisivo, comico e imitatore italiano
- 17 maggio - Kim Jae-yup, ex judoka sudcoreano
- 17 maggio - Claudia Koll, attrice italiana
- 17 maggio - Pat O'Brien, chitarrista statunitense
- 17 maggio - Wolfgang Peschorn, politico austriaco
- 17 maggio - Trent Reznor, cantautore, polistrumentista e compositore statunitense
- 17 maggio - Paige Turco, attrice statunitense
- 17 maggio - Toru Yoshida, ex calciatore giapponese
- 18 maggio - Max Alessandrini, fumettista italiano
- 18 maggio - Alex Bagnoli, produttore discografico, arrangiatore e compositore italiano
- 18 maggio - Mathias Berthold, allenatore di sci alpino e ex sciatore alpino austriaco
- 18 maggio - Janet Fowler, ex cestista e allenatrice di pallacanestro canadese
- 18 maggio - Marty Jemison, ex ciclista su strada statunitense
- 18 maggio - Pat Morley, ex calciatore irlandese
- 18 maggio - Rufus Porter, ex giocatore di football americano statunitense
- 18 maggio - Marco Saligari, dirigente sportivo, ex ciclista su strada e pistard italiano
- 18 maggio - Dennis Schiller, ex calciatore svedese
- 18 maggio - Ingo Schwichtenberg, batterista tedesco († 1995)
- 19 maggio - Cecilia Bolocco, modella cilena
- 19 maggio - Maile Flanagan, attrice e doppiatrice statunitense
- 19 maggio - Giovanni d'Orléans, nobile francese
- 19 maggio - Domenico Matera, politico italiano
- 19 maggio - Michael Smith, ex cestista statunitense
- 20 maggio - Kristina Andersson, ex sciatrice alpina svedese
- 20 maggio - Natella Boltjanskaja, cantautrice, conduttrice radiofonica e giornalista russa
- 20 maggio - Fausto Bormetti, ex fondista italiano
- 20 maggio - Roberta Brunet, ex mezzofondista italiana
- 20 maggio - Antonio Gramsci, musicista e scrittore russo
- 20 maggio - Leo Gudas, ex hockeista su ghiaccio ceco
- 20 maggio - Yūji Itō, ex calciatore giapponese
- 20 maggio - Bouli Lanners, attore, regista e sceneggiatore belga
- 20 maggio - Antonio López Alfaro, ex calciatore spagnolo
- 20 maggio - Bruno Marie-Rose, ex velocista francese
- 20 maggio - Dagmar Ophardt, ex schermitrice tedesca
- 20 maggio - Dan Riisnes, ex calciatore norvegese
- 20 maggio - Shunsuke Sakuya, attore e doppiatore giapponese
- 20 maggio - Paolo Seganti, attore italiano
- 20 maggio - Jean-Charles Trouabal, ex velocista francese
- 21 maggio - Monica Faenzi, politica italiana
- 21 maggio - Paco Llorente, ex calciatore spagnolo
- 22 maggio - Lucia Caporaso, matematica italiana
- 22 maggio - Jay Carney, politico, giornalista e funzionario statunitense
- 22 maggio - Fanīs Christodoulou, ex cestista greco
- 22 maggio - Michael Klein, ex calciatore tedesco
- 22 maggio - Tetsuya Mizuguchi, autore di videogiochi giapponese
- 22 maggio - Andrea Palladino, giornalista italiano
- 22 maggio - Giampaolo Pretto, direttore d'orchestra italiano
- 22 maggio - Teté Ruiz, ex cestista spagnola
- 22 maggio - Venus Xtravaganza, attrice, showgirl e ballerina statunitense († 1988)
- 22 maggio - Theresa Zabell, ex velista spagnola
- 23 maggio - Massimo Ceccherini, attore, regista e comico italiano
- 23 maggio - Lilian Drescher, ex tennista venezuelana
- 23 maggio - Tito Faraci, fumettista, scrittore e tastierista italiano
- 23 maggio - James Hasty, ex giocatore di football americano statunitense
- 23 maggio - Jon Inge Kjørum, ex saltatore con gli sci norvegese
- 23 maggio - János Martinek, ex pentatleta ungherese
- 23 maggio - Melissa McBride, attrice statunitense
- 23 maggio - Adele Pellegatta, doppiatrice italiana
- 23 maggio - Dashan, conduttore televisivo, attore e comico canadese
- 23 maggio - Manuel Sanchís Hontiyuelo, ex calciatore spagnolo
- 23 maggio - Thanasīs Skourtopoulos, allenatore di pallacanestro e ex cestista greco
- 23 maggio - Tom Tykwer, regista, sceneggiatore e compositore tedesco
- 23 maggio - Kappei Yamaguchi, doppiatore giapponese
- 24 maggio - Pietro Camedda, militare italiano
- 24 maggio - Giuseppe Carillo, allenatore di calcio e ex calciatore italiano
- 24 maggio - Maurizio Coppola, allenatore di calcio e ex calciatore italiano
- 24 maggio - Carmen Di Pietro, showgirl, attrice e personaggio televisivo italiana
- 24 maggio - Robert Gergov, ex cestista bulgaro
- 24 maggio - Brian Irvine, ex calciatore scozzese
- 24 maggio - Dmitrij Mendreljuk, editore e giornalista russo
- 24 maggio - John C. Reilly, attore statunitense
- 24 maggio - Valia Santella, sceneggiatrice e regista italiana
- 24 maggio - Peter Tuiasosopo, attore statunitense († 2025)
- 24 maggio - Shin'ichirō Watanabe, regista, sceneggiatore e produttore cinematografico giapponese
- 25 maggio - Anthony Baffoe, ex calciatore ghanese
- 25 maggio - Manuel Frattini, danzatore, cantante e coreografo italiano († 2019)
- 25 maggio - He Yingqiang, ex sollevatore cinese
- 25 maggio - Yahya Jammeh, politico e militare gambiano
- 25 maggio - Zoran Jovanović, ex cestista e allenatore di pallacanestro jugoslavo
- 25 maggio - Zaim Kobilica, pallamanista bosniaco († 2015)
- 25 maggio - Edwin Poots, politico britannico
- 25 maggio - Mario César Ramírez, ex calciatore paraguaiano
- 25 maggio - Alain Villiard, ex sciatore alpino canadese
- 26 maggio - Nadia Biondini, cantante e doppiatrice italiana
- 26 maggio - Andrea Guerra, dirigente d'azienda italiano
- 26 maggio - Wayne Kramer, sceneggiatore e regista sudafricano
- 26 maggio - Gjekë Marinaj, scrittore, poeta e critico letterario albanese
- 26 maggio - Friso Nijboer, scacchista olandese
- 26 maggio - Miri Regev, ex militare e politica israeliana
- 27 maggio - Valter Bombassei, giocatore di curling italiano
- 27 maggio - Todd Bridges, attore statunitense
- 27 maggio - Pat Cash, allenatore di tennis e ex tennista australiano
- 27 maggio - Emanuele Crialese, regista e sceneggiatore italiano
- 27 maggio - Robyn Denholm, dirigente d'azienda australiana
- 27 maggio - Piero Di Domenico, giornalista e critico cinematografico italiano
- 27 maggio - William Fotheringham, giornalista britannico
- 27 maggio - Yoshikazu Isoda, ex calciatore giapponese
- 27 maggio - Tom Piccirilli, scrittore statunitense († 2015)
- 27 maggio - Ludovica Tinghi, attrice italiana
- 27 maggio - Elena Tornikidu, ex cestista russa
- 27 maggio - Troy Truvillion, ex cestista statunitense
- 27 maggio - Mauritius Wilde, presbitero e religioso tedesco
- 28 maggio - Alon Abutbul, attore e doppiatore israeliano († 2025)
- 28 maggio - Robbi Chong, attrice canadese
- 28 maggio - Torbjörn Kornbakk, ex lottatore svedese
- 28 maggio - Andrea Marcucci, politico e imprenditore italiano
- 28 maggio - Gabriela Michetti, politica argentina
- 28 maggio - Barry Mills, produttore televisivo, sceneggiatore e doppiatore statunitense
- 28 maggio - Mario Paloschi, produttore televisivo, autore televisivo e regista italiano
- 28 maggio - Alfonso Romero Holmes, scacchista spagnolo
- 28 maggio - Catherine Tanvier, ex tennista e scrittrice francese
- 28 maggio - André Trulsen, allenatore di calcio e ex calciatore tedesco
- 29 maggio - Borhan Abu Samah, calciatore singaporiano († 1999)
- 29 maggio - Saška Aleksandrova, ex cestista e allenatrice di pallacanestro bulgara
- 29 maggio - Pierre Aubameyang, allenatore di calcio e ex calciatore gabonese
- 29 maggio - Roberto De Franceschi, ex giocatore di baseball italiano
- 29 maggio - Alberto De la Torre, ex giocatore di calcio a 5 spagnolo
- 29 maggio - Bahtiër Hudojnazarov, regista e sceneggiatore tagiko († 2015)
- 29 maggio - Camilla Lundbäck, ex sciatrice alpina svedese
- 29 maggio - Ronn McMahon, ex cestista canadese
- 29 maggio - Jarmo Myllys, allenatore di hockey su ghiaccio e ex hockeista su ghiaccio finlandese
- 29 maggio - Daniel Müller, giocatore di curling svizzero
- 29 maggio - Matthew Porretta, attore e doppiatore statunitense
- 29 maggio - Marcelo Ramírez, ex calciatore cileno
- 29 maggio - Emilio Sánchez, ex tennista spagnolo
- 29 maggio - Toninho dos Santos, ex calciatore brasiliano
- 30 maggio - Ángel Francisco Caraballo Fermín, arcivescovo cattolico venezuelano
- 30 maggio - Troy Coker, ex rugbista a 15 australiano
- 30 maggio - Billy Donovan, allenatore di pallacanestro e ex cestista statunitense
- 30 maggio - Antoine Fuqua, regista e produttore cinematografico statunitense
- 30 maggio - Mike Galloway, allenatore di calcio e ex calciatore scozzese
- 30 maggio - Harald Glööckler, stilista tedesco
- 30 maggio - Jörg Kempenich, ex schermidore tedesco
- 30 maggio - Peter Keys, tastierista statunitense
- 30 maggio - Richard Machowicz, militare e personaggio televisivo statunitense († 2017)
- 30 maggio - Roberto Mordacci, filosofo italiano
- 30 maggio - Branislav Stankovič, ex tennista cecoslovacco
- 31 maggio - Gigi Finizio, cantante, compositore e artista italiano
- 31 maggio - Pericle Odierna, musicista e compositore italiano
- 31 maggio - Brooke Shields, attrice e modella statunitense
- 31 maggio - Lucia Traversa, maestra di scherma e ex schermitrice italiana
- 31 maggio - Steve White, batterista britannico